# Henri Vidal (ingénieur)
Pour les articles homonymes, voir Henri Vidal et Vidal.
Henri Vidal, né le 10 février 1924 à Draguignan et mort le 29 novembre 2007 à Porquerolles, est un ingénieur et architecte français. 
Il est connu pour l'invention en 1963 de la terre armée et le développement de l’entreprise du même nom, renommée Geoquest, filiale de Soletanche Freyssinet, groupe Vinci.
En tant qu'architecte il a collaboré avec Yves Bayard pour concevoir le musée d’Art moderne et d’Art contemporain (Mamac) à Nice, ainsi que la Fondation Carmignac, à Porquerolles.

## Biographie
Henri Vidal fait ses classes préparatoires au Lycée Thiers à Marseille. Ingénieur de l'École polytechnique dans la promotion 1944 puis Ingénieur civil de l'École nationale des ponts et chaussées en 1949, il est aussi architecte à l'École des Beaux-Arts de Paris. 
Il est le père de Laurent, Aline, Françoise, et Corinne Vidal. Et le frère d’Hélène Vidal, résistante dracénoise,,.

## La Terre armée

### L'invention
Henri Vidal commence son service à l'EDF avant de rejoindre Fougerolle comme adjoint Directeur du bureau d’études. Il participera à la construction d’un barrage en Afrique et à celle du pont Champlain sur le Saint Laurent à Montréal. Tout en travaillant, Vidal complétera sa formation d’ingénieur à l’école des Beaux-Arts pour devenir architecte. Il quittera progressivement le groupe Fougerolle après avoir ouvert une agence d’architecture, jusqu’à son départ définitif en 1962. C’est à cette époque qu’il travaillera sur la mise au point d’un nouveau matériau :

« La présente invention se propose de réaliser une nouvelle application de la terre comme matériau de construction. Elle a plus particulièrement pour objet un ouvrage de construction caractérisé en ce qu’il comprend principalement des éléments granuleux ou pulvérulents et des armatures disposées de telle sorte que ces éléments sont maintenus les uns par rapport aux autres, soit par frottement direct avec les armatures, soit par frottement avec d’autres éléments en contact avec les armatures, l’ensemble formant ainsi un volume doué de cohésion et capable de résistance. 

Pour simplifier, on désignera sous le nom de « Terre Armée » l’association de grains-armatures qui est à la base des ouvrages construits suivant l’invention »

— Ivan Chéret, Henri Vidal. Inventeur et créateur de la Terre Armée
Le 17 mars 1963, il déposera sa première demande de brevet, délivré le 22 février 1965.
À l’automne 1965, le premier ouvrage en Terre Armée est réalisé : un mur de soutènement, à Pragnères dans les Pyrénées. S’ensuivit le démarrage d’une collaboration fructueuse entre Henri Vidal et le Laboratoire Central des Ponts et Chaussées (et le Professeur François Schlosser). Au début des années 1968, le procédé de la Terre Armée est utilisé pour la réalisation des ouvrages sur l’autoroute de Nice-Menton.
À l’été 1968, Henri Vidal lance l’entreprise la Terre Armée afin de commercialiser son invention et propose à Maurice Darbin, rencontré pendant ses années chez Fougerolle, de le rejoindre en tant qu’adjoint.

### Le développement
Le développement rapide des activités en France dans les années 1970 a permis à la Terre Armée de se financer correctement et de se développer à l’étranger. 
L'Institut Français du Pétrole, intéressé par les applications potentielles dans le domaine du pétrole, décide de financer le dépôt du brevet dans la plupart des grands pays étrangers, et dès les années 1980 les marchés se développent rapidement dans la plupart des pays où la Terre Armée est implantée : les pays d’Europe, les États-Unis, le Japon, le Canada, l'Australie, l'Amérique latine, etc.
La société mère Terre Armée Internationale (TAI) est alors fondée ; chargée du management et du contrôle du groupe, de la recherche, et de diverses missions d’intérêt général. Les années 1980 seront également celles de la défense des brevets dans le monde.  
En 1991 ce sont 950 000 m2 de Terre Armée réalisées et un effectif total de 650 personnes.  
En 1998 Henri Vidal cède la Terre Armée à l’entreprise Freyssinet qui poursuit son développement.

## Décorations
- Officier de la Légion d'honneur, décret du 13 juillet 2004[12]
- Chevalier de la Légion d'honneur, décret du 31 décembre 1985[12]